# 有元利夫
有元 利夫（ありもと としお、1946年9月23日 - 1985年2月24日）は、日本の画家。妻は日本画家・陶芸家の有元容子。

## 経歴
1946年、岡山県津山市（疎開先）に生まれる。生後間もなく東京都台東区へ戻り、人生のほとんどを谷中で過ごした。1953年、台東区立谷中小学校入学。小学校低学年の頃からゴッホに強い興味を抱いたと言われ、駒込高等学校在学中に中林忠良の指導を受ける。1969年、東京芸術大学美術学部デザイン科に入学、在学中の1971年にヨーロッパを旅行し、イタリアのフレスコ画に深い感銘を受けた。1973年、東京芸術大学を卒業、卒業制作「私にとってのピエロ・デラ・フランチェスカ」は同大学が買い上げた。卒業と同時に電通に入社してデザインの仕事に携わる。1976年、大阪フォルム画廊東京店で「有元利夫展-バロック音楽によせて-」を開催した後、電通を退社。東京芸術大学非常勤講師をつとめながら画業に専念する。
1978年、第21回安井賞展に「花降る日」「古典」を出品し、この年のみの特別賞となった安井賞選考委員会賞を受賞。1981年、安井賞展に出品した「室内楽」「厳格なカノン」のうち、「室内楽」で第24回安井賞を受賞した。1983年、第2回美術文化振興協会賞受賞。版画、彫刻、陶芸にも独自の才能を発揮し、1978年、最初の銅版画集『7つの音楽』を刊行したのをはじめ、『一千一秒物語』（1984年）など銅版画集をいくつか出版した。なお、1980-1983年に制作された版画6作品については、奈良県の工房によって偽作が製作され、市場に流通したことが判明している。
1985年、肝臓癌で死去。墓は長久院墓地（東京都台東区谷中6-2-16）にある。

## 作家像
岩絵具、箔、金泥などを用いた独特の油彩技法と、素朴な画情を持つ作風は、日本の洋画界に新しい領域を拓くものとして期待されていた。イタリアのフレスコ画と日本の仏画に共通点を見いだし、早世の天才画家とも評される。
イタリア・ルネッサンス期のジョット、ピエロ・デラ・フランチェスカや、日本の古仏や平家納経などを敬愛し、古典や様式の持つ力強さに影響を受けた。生涯に制作したタブローは400点にみたない。有元の作品は女神を思わせる人物像をモチーフとした作品がほとんどで、雲、花弁、トランプ、カーテンなどをモチーフを彩る素材として好んだ。タブロー以外では、塑像や木彫、版画などの制作に意欲を見せ、水性絵具による素描も残している。
また、バロック音楽を好み、自身でリコーダーの演奏もした。

## 業績と評価
岩絵具を使った風化を意識した絵肌と静寂感のある作風が特徴とされる。初期には額も自分で制作していた。絵画のほかに素朴な木彫やブロンズも制作した。2001年から翌年にかけて回顧展「花降る時の彼方に」が開催された。フルート奏者の有田正広の一連の録音では、ジャケットにいずれも有元の作品が使われている。

## 代表作

### 絵画
- こもりく (1975)
- 花降る日 (1977)
- 望郷 (1978)
- 遥かなる日々 (1978)
- 春 (1979)
- 室内楽 (1980)
- 厳格なカノン (1980)
- ポリフォニー (1982)
- 音楽 (1982)
- 出現 (1984)

### 出版物
- 『有元利夫　女神たち』美術出版社 1981年
- 『有元利夫作品集』美術出版社 1981年
- 『THE WORKS OF TOSHIO ARIMOTO 1979-1984』弥生画廊 1984年
- 『一千一秒物語』新潮社 1984年
- 『有元利夫全作品 1973-1984』新潮社 1991年